# 남이관
남이관(南履灌, 1780년 ~ 1839년 9월 26일)은 조선의 천주교 박해 때에 순교한 한국 천주교의 103위 성인 중에 한 사람이다. 세례명은 세바스티아노(Sebastianus)이다.

## 생애
남이관은 충청도 충주에 있는 한 양반 집안에서 4남매 중 막내로 태어났다. 그의 부모는 18세기 말엽에 천주교에 입교하였다. 그의 어머니는 그가 어릴 때 세상을 떠났다. 그의 아버지는 1801년에 체포되었고 전라도 강진에서 귀양 중에 목숨을 잃었다. 당시에 남이관은 20세 무렵이었다.
그는 경상도 단성으로 유배를 갔고, 그곳에서 천주교 신자인 조증이 바르바라와 결혼하였다. 그때까지 그는 아직 세례를 받지 않았지만, 주님의 기도와 성모송은 만큼은 암송할 수 있었다. 그는 자식이 없었기에, 잘못인줄은 모르고 첩을 들였다. 그는 40세에 병으로 몹시 앓았을 때, 세례를 받고는 축첩이 죄인줄을 알고 첩을 내보냈다. 1832년에 그는 30년이 넘는 유배에서 풀려나서 위험을 무릅쓰고 처가의 외척인 정하상 바오로와 그의 일행과 함께 청국인 유방제 신부를 데려오기 위해 의주로 떠났다. 남이관은 유방제 신부의 조수가 되어 그를 자신의 집에 기거케 하였으며 그에게서 세례성사와 견진성사를 받았다. 또한 그는 교리 교사가 되었다.
1839년 기해박해가 발발하자, 그는 한양을 떠나 경기도 이천의 시골 마을에 숨었다. 일설에 따르면 그는 체포를 피해 도망갔다고 하지만, 사실 그는 기도하며 감옥에서의 시련을 준비하고 있었다. 9월에 한 배교자가 포도청에 그의 은신처를 알려주었고 한 무리의 포도대에게 그를 체포토록 안내했다. 남이관은 체포되어 한양으로 압송되었다. 포장은 그를 고문하며 배교할 것을 요구했지만, 그는 결코 마음을 바꾸지 않았다. 그는 형조와 의금부 다시 형조를 거치면서 주리형을 받고 매질을 당하는 등 온갖 방법으로 극심한 고문을 받았고 결국 사형을 선고받았다.
그는 사형장으로 압송되기 직전에, 여성 감옥의 옥졸들에게 그가 천국에 먼저 가서 기다리고 있겠다고 아내에게 전해달라고 청했다. 남이관은 1839년 9월 26일에 서소문 밖에서 여덟 명의 교우와 함께 참수되었다. 그렇게 그가 순교자가 되던 때의 나이 60세였다.

## 시복 · 시성
남이관 세바스티아노는 1925년 7월 5일에 성 베드로 광장에서 교황 비오 11세가 집전한 79위 시복식을 통해 복자 품에 올랐고, 1984년 5월 6일에 서울특별시 여의도에서 한국 천주교 창립 200주년을 기념하여 방한한 교황 요한 바오로 2세가 집전한 미사 중에 이뤄진 103위 시성식을 통해 성인 품에 올랐다.

## 참고 문헌
- 가톨릭 사전: 남이관
- (영어) Catholic Bishop's Conference Of Korea. 103 Martryr Saints: 남이관 세바스티아노 Sebastianus Nam I-gwan 보관됨 2014-10-19 - 웨이백 머신